# 有馬和歌子
有馬 和歌子（ありま わかこ、1998年〈平成10年〉9月30日 - ）は、日本の日本舞踊家、伝統芸能にまつわるプロデューサー。日本舞踊坂東流師範としての名は坂東寛十胤（ばんどう かんとみ）。
日本舞踊家坂東寛二郎の長女。日本舞踊教室「子供舞踊塾」代表。学習院大学卒業。

## 主な出演作

### 舞台
- 国立劇場2000年より8回出演 自主公演/リサイタル公演
- 浅草公会堂2005年より4回出演
- 増上寺 2021年5月 野外ステージにてオーケストラ×日本舞踊 創作舞踊「忠臣蔵」親子出演/演出 創作舞踊「ボレロ」親子出演/演出
- 猿田彦神社 2018年4月 創作舞踊「古事記」 書家 金澤翔子の実演とともに奉納　天照大神をイメージした創作舞踊を奉納
- 虎ノ門ヒルズ 2018年4月
- Lenovoキックオフイベント「NINJA」出演/演出
- 東大寺 EARTH×HEART LIVE 2017年4月 5000人収容の野外ステージにて創作舞踊「東大寺」 声優 野沢雅子 氏の語りにあわせ舞踊を披露
- 舞浜アンフィシアター 2017年4月
- Lenovoキックオフイベント「連獅子」
- Connections Luxury Tokyo 2022「連獅子」

### CM
- 伊藤忠商事（2021年1月22日〜） 「未来を、試着しよう。」（60秒版） 「未来を、試着しよう。」（30秒版）
- 眼鏡市場 初売2023 「１万円」篇 （2023年）出演：木村文乃、子供舞踊塾

### テレビ
- 斎王 ~幻の宮の皇女~ 斎王役 (2016年8月27日)
- NHK World Tokyo Fashion Express（2018年）